# Résolution 58 du Conseil de sécurité des Nations unies
Membres permanents
- Chine
- États-Unis
- France
- Royaume-Uni
- URSS

Membres non permanents
- Argentine
- Belgique
- Canada
- Colombie
- Syrie
- RSS d'Ukraine

Résolution no 57 Résolution no 59
La résolution 58 du Conseil de sécurité des Nations unies  est une résolution du Conseil de sécurité des Nations unies adoptée le 28 septembre 1948.
Cette résolution relative à la Cour internationale de justice, précise les conditions dans lesquelles un État non-membre des Nations unies pourra participer à l'élection des membres de la cour internationale de justice :
- cet État participera à égalité avec les états membres ;
- il participera dans les mêmes conditions que les états membres ;
- sous réserve que les conditions de sa participation financière soir réunies.

La résolution a été adoptée.

## Texte
- Résolution 58 sur fr.wikisource.org
- Résolution 58 sur en.wikisource.org